# كيفن باركر
كيفن باركر (بالإنجليزية: Kevin Parker) هو سياسي أمريكي، ولد في 26 ديسمبر 1973. حزبياً، نشط في الحزب الجمهوري. وقد انتخب عضو مجلس نواب واشنطن.